# Farley Mowat

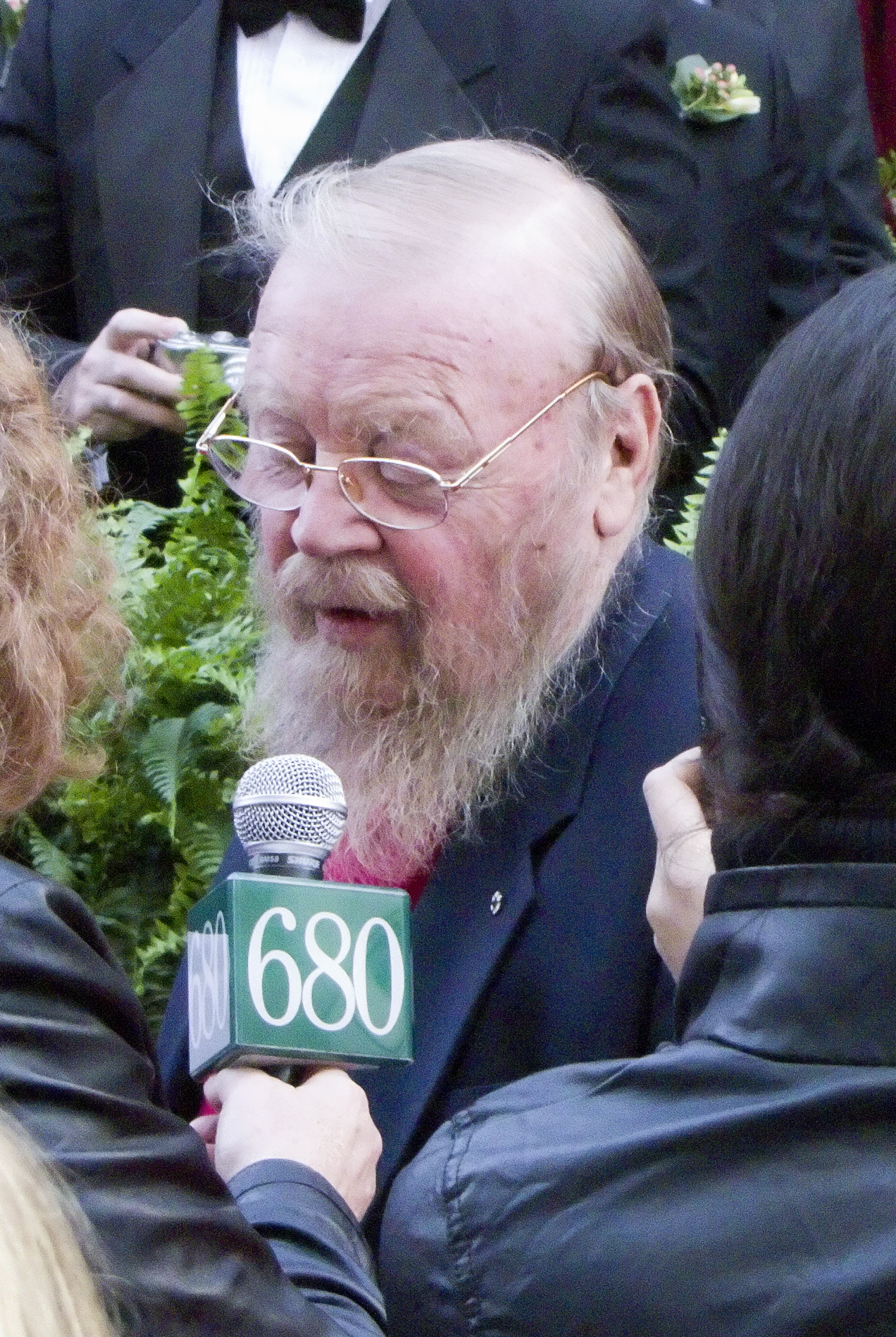
Farley Mowat

Farley McGill Mowat (12 mai 1921 - 6 mai 2014) a fost un scriitor canadian.

## Biografie
Mowat s-a născut în Belleville, Ontario și a crescut în Richmond Hill. Stră-străunchiul său a fost Sir Oliver Mowat, al 3-lea premier al Ontario și tatăl său, Angus Mowat, a fost un bibliotecar care a luptat în Bătălia de la Vimy Ridge. Mowat a încept să scrie atunci când familia sa a trăit în Windsor în 1930 - 1933.
În anii 1930, familia s-a mutat la Saskatoon, Saskatchewan, unde ca adolescent Mowat a scris despre păsări.